# Heteronitis tricornutus
Heteronitis tricornutus là một loài bọ cánh cứng trong họ Bọ hung (Scarabaeidae).